# Слобідка (Гайсинський район)
Слобі́дка — село в Україні, в Гайсинському районі Вінницької області. Населення становить 57 осіб.
У селі Райгород (2 км) знаходиться сільрада, а також залізнична станція Самчинці, де курсує поїзд Вінниця-Гайворон.

## Населення

### Мова
Розподіл населення за рідною мовою за даними перепису 2001 року:
| Мова       | Відсоток |
| ---------- | -------- |
| українська | 92,98%   |
| інші       | 7,02%    |